# Alper Gezeravcı
Alper Gezeravcı (* 2. Dezember 1979 in Mersin, Türkei) ist ein türkischer Kampfpilot und Raumfahrer.

## Ausbildung und Beruf
Gezeravcı studierte an der türkischen Luftwaffenakademie Elektrotechnik. Er schloss sein Studium 2002 mit dem Bachelor ab. Danach erwarb er einen Master-Abschluss auf dem Gebiet Operations Research am Air Force Institute of Technology auf der Wright-Patterson Air Force Base, USA. Gezeravcı diente 15 Jahre als Kampfpilot bei den türkischen Luftstreitkräften. Er flog viele verschiedene Flugzeuge, darunter T-41, SF-260, T-37, T-38, F-5, KC-135 und F-16.  Gezeravcı arbeitete als Flugleiter und Flugsicherheitsoffizier. Neben seiner Tätigkeit in der Luftwaffe war er auch sieben Jahre lang Flugkapitän bei Turkish Airlines.
Vor seiner Vorbereitung auf den ersten Raumflug war Gezeravcı Kommandeur des akademischen Zweigs der Standardisierungsschwadron der türkischen Luftwaffe an der Incirlik Air Base in Adana. Dort war er für die Standardisierung und Bewertung des Geschwaders verantwortlich, organisierte die Schulungsdokumente gemäß den Standards der Luftwaffe, führte Prüfungen für alle F-16- und KC-135R-Piloten vor Kontrollflügen durch und überprüfte die Dokumentationsstandards des Geschwaders.

## Raumfahrtmissionen, Vorbereitung und Teilnahme
Am 29. April 2023 gab der türkische Präsident Recep Tayyip Erdoğan bekannt, dass Gezeravcı als erster türkischer Raumfahrer ausgewählt wurde. Ersatzmann für ihn ist Tuva Cihangir Atasever.
Gezeravcı nahm an der Axiom Mission 3 teil. Zusammen mit Michael López-Alegría, Walter Villadei und Marcus Wandt brach er am 18. Januar 2024 in einer Dragon 2-Kapsel, gestartet von einer Falcon 9-Rakete, zu einem 14-tägigen Aufenthalt auf der Internationalen Raumstation (ISS) auf, die Rückkehr erfolgte am 9. Februar 2024.
Acht Monate vor Start des Raumflugs begab sich Gezeravcı zusammen mit den anderen Teilnehmern der Ax-3-Mission zu einem Training in das Lyndon B. Johnson Space Center der NASA. 14 Tage vor dem Start begann die Quarantäne, um das Einschleppen von Krankheitserregern in die ISS zu vermeiden. In dieser Zeit wurden noch einmal die wichtigsten Trainingsinhalte geübt.

## Familie, Privatleben und Hobbys
Alper Gezeravcı ist der Sohn von Ali Baba und Sıddıka Gezeravcı. Der Vater von Alper Gezeravcı ist Lehrer im Ruhestand. Gezeravcıs Hobbys sind  Tauchen, Segeln, Camping, Rafting, Bergwandern und Reiten.